# Bizzarone
Bizzarone là một đô thị ở tỉnh Como trong vùng Lombardia, có cự ly khoảng 45 km về phía tây bắc của Milano và khoảng 11 km về phía tây của Como, ở biên giới với Thụy Sĩ. Tại thời điểm ngày 31 tháng 12 năm 2004, đô thị này có dân số 1.539 người và diện tích là 2,7 km².
Bizzarone giáp các đô thị: Genestrerio (Thụy Sĩ), Novazzano (Thụy Sĩ), Rodero, Stabio (Thụy Sĩ), Uggiate-Trevano, Valmorea.